# Unabhängige (Radsport)
Als Unabhängige (französisch Indépendants, niederländisch Onafhankelijken) wurden im Radsport früher Radrennfahrer bezeichnet, die ihrem Status nach weder Amateure noch Berufsfahrer waren. Die Unabhängigen bildeten eine Zeit lang eine eigene Lizenzklasse im Radsport.

## Status
Die Unabhängigen waren Radrennfahrer, die auf Antrag mit einer besonderen Lizenz für diese Klasse von der Union Cycliste Internationale (UCI) ausgestattet wurden.
Diese Lizenz erlaubte es ihnen, sowohl bei (bestimmten) Radrennen der Klasse der Amateure als auch der Klasse der Berufsfahrer an den Start zu gehen. Die Vergabe der Lizenzen erfolgte durch die nationalen Radsportverbände, die über die Anträge der Radrennfahrer entschieden. Die Klasse der Unabhängigen gab es nicht in allen Ländern bzw. Radsportverbänden. Diese Lizenzen wurden in Belgien, Frankreich, Großbritannien, Italien, Luxemburg, den Niederlanden, Österreich, Spanien, dem Saarland und in der Schweiz vergeben. Bis 1939 gab es sie auch in Polen.
Entscheidender Punkt für die Fahrer war, dass sie zwar keinen Status als Berufsfahrer hatten (die ja ihre existenzsichernden Einkünfte aus dem Radsport bezogen; das Bestreiten von Radrennen also ihr Beruf war), aber dennoch um Geldpreise fahren oder bei Verträgen Gagen erhalten konnten. Amateure dagegen durften keine Geldpreise annehmen und betrieben den Radsport in der Regel in der Freizeit und gingen einer geregelten beruflichen Beschäftigung nach (die sogenannten „Staatsamateure“ aus osteuropäischen Staaten waren formal auch Amateure).
In der Regel mussten sich die Unabhängigen, wenn sie bei den Rennen der Berufsfahrer starteten, in allen logistischen und organisatorischen Fragen selbst versorgen. Das betraf das Material, die Anreise, Unterkünfte, Verpflegung, Versicherung usw. Die Unabhängigen konnten sich von professionellen Radsportteams (früher auch Rennställe genannt) unterstützen lassen, mit ihnen auch Verträge abschließen und für diese starten (dauerhaft für die Vertragslaufzeit oder auch bei einzelnen Rennen).

## Historisches
Die Klasse der Unabhängigen gab es von etwa 1909 bis 1966.
Neben dem Startrecht bei den Amateuren und Berufsfahrern gab es auch Rennen, die den Unabhängigen vorbehalten waren. So fanden 1910 und 1911 je eine Tour de France des Indépendants statt, die von dem Franzosen René Guénot bzw. Philippe Thys aus Belgien gewonnen wurden. Bei der 1903 ins Leben gerufenen Tour de France fuhren die Unabhängigen ab 1909 unter der Bezeichnung „Isoles“, „Touristes-Routiers“ oder „Individuels“ (letztmals 1937) mit.
Auch in Belgien gab es eine „Tour de Belgique indépendants“, die den Unabhängigen vorbehalten war und von 1911 bis 1964 veranstaltet wurde.
Von den Monumenten des Radsports wurde die Flandern-Rundfahrt von 1922 bis 1965 gesondert für die Unabhängigen ausgetragen. Auch beim Rennen Paris-Roubaix gab es Auflagen für die Unabhängigen, 1911 zum Beispiel gewann in dieser Klasse René Guénot, 1913 und 1914 Frank Henry, beides Franzosen.
Die Verbände Belgiens, Frankreichs, Italiens und der Niederlande trugen nationale Meisterschaften für die Unabhängigen aus. In Belgien fanden diese von 1911 bis 1965 statt, in den Niederlanden von 1929 bis 1943, in Luxemburg von 1913 bis 1950. Auch auf der Bahn gab es nationale Meisterschaften dieser Klasse, so wurden in Belgien Meisterschaften im Bahnsprint von 1911 bis 1952 ausgefahren.
In Luxemburg fand die erste Meisterschaft 1913 statt und wurde mit einigen Unterbrechungen bis 1965 ausgefahren. Die Unabhängigen starteten dabei gemeinsam mit den Amateuren (fuhren aber längere Distanzen) oder den Berufsfahrern und wurden gesondert gewertet.
Zu den bekannten Rennen, die den Unabhängigen vorbehalten waren, gehörten:
- Brüssel–Lüttich
- Trois Jours de la West-Flandre
- Tour de Morbihan
- Mandel–Lys–Escaut
- Nizza–Turin (zeitweilig)

und andere.
Nach dem Zweiten Weltkrieg nahm die Bedeutung dieser Lizenzklasse zunehmend ab, da einerseits relativ viele Profi-Teams neu entstanden und diese Fahrer suchten, neue Sponsoren in den Radsport drängten und sich andererseits ein Zuwachs an Rennen für Berufsfahrer entwickelte (was an den Dokumentationen der Rennen in den verschiedenen zeitgenössischen Radsport-Jahrbüchern wie Velo oder Le Cyclisme deutlich wird). Dies führte dazu, dass bei den Unabhängigen zunehmend nur noch sehr junge Fahrer, die Profi werden wollten und ältere Fahrer, die keine Aussicht auf einen Vertrag in einem Profi-Team hatten, starteten.
1966 wurde die Klasse der Unabhängigen abgeschafft.

## Unabhängige und Amateure
Die nationalen Radsportverbände schützten in einigen Ländern in gewisser Weise ihre Amateure, in dem die Unabhängigen (die ja meist wie Berufsfahrer trainierten und häufig auch mit ihnen) nur an Rennen teilnehmen durften, die für ihre Klasse mit einem gemeinsamen Start von Amateuren von den Verbänden ausgeschrieben waren. Sie konnten somit nicht an allen Amateurrennen teilnehmen. Dies war explizit in Belgien und den Niederlanden so geregelt. In Belgien mussten Amateure, die Profi werden wollten, zeitweilig zunächst als Unabhängige starten. Es gab aber Ausnahmen wie etwa Eddy Merckx oder Rik van Looy, die direkt Profi werden konnten. Benoni Beheyt benötigte nur einen Start in dieser Klasse, um danach Profi werden zu können. In den 1960er Jahren waren Unabhängige häufig Teilnehmer von Rundfahrten wie der Route de France und der Tour de l’Avenir. Der französische Verband sah darin eine Möglichkeit, die Leistungsfähigkeit seiner besten Amateure zu erhöhen.